# 절러에게르세그구

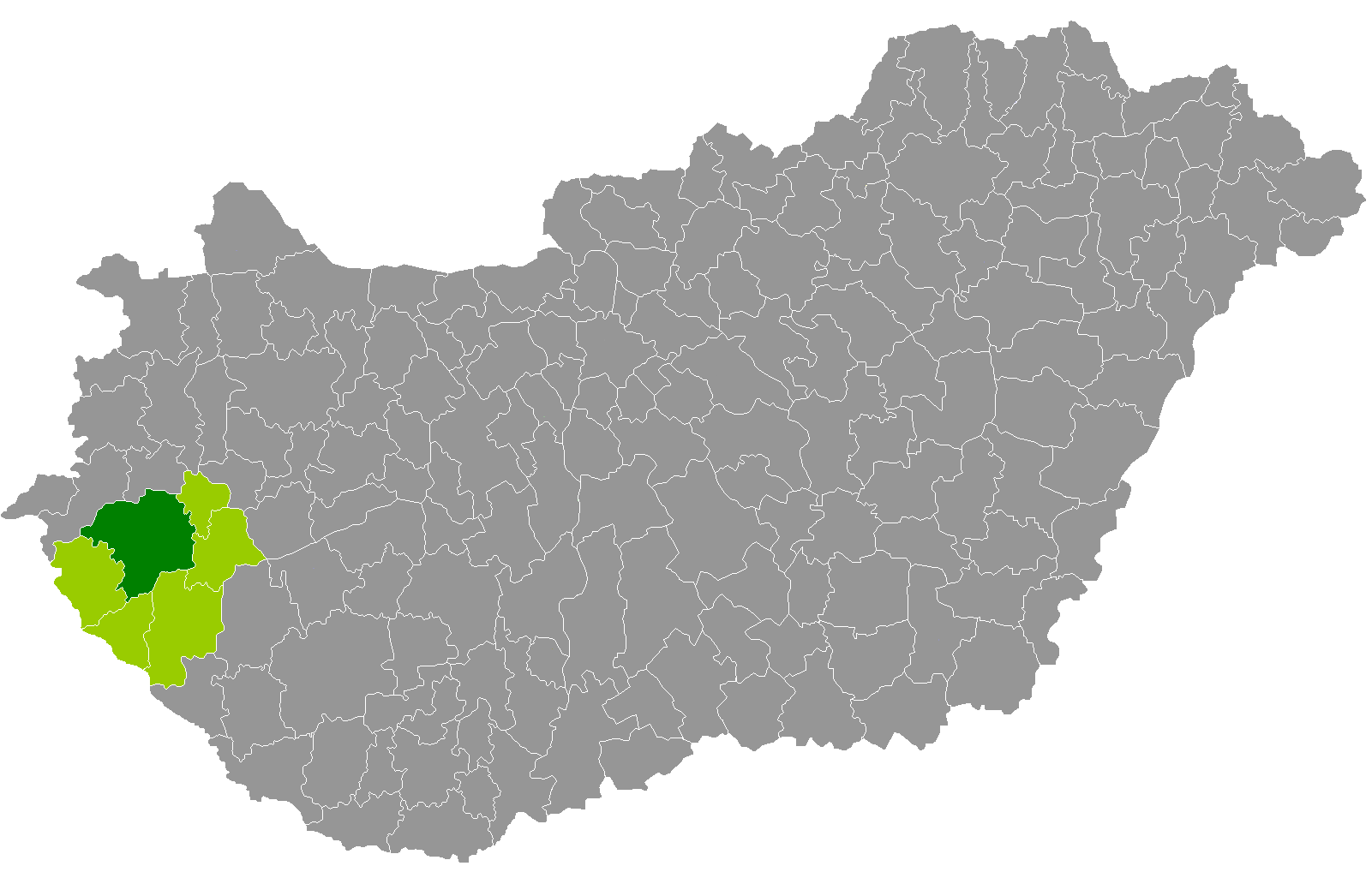
절러주 지도에 표시된 절러에게르세그구의 위치

절러에게르세그구(헝가리어: Zalaegerszegi járás)는 헝가리 절러주에 위치한 구로 구청 소재지는 절러에게르세그이며 면적은 1,044.70km2, 인구는 102,798명(2011년 기준), 인구 밀도는 98명/km2이다.
북쪽으로는 버시주 버슈바르구, 북동족으로는 절러센트그로트구, 동쪽으로는 케스트헤이구, 남쪽으로는 너지커니저구, 레테네구, 서쪽으로는 렌티구, 북서쪽으로는 버시주 쾨르멘드구와 접한다. 84개 지방 자치체(1개 도시주, 2개 시, 81개 마을)를 관할한다.

구 문장